# مومین‌والی (مجموعه تلویزیونی)
مومین‌والی (فنلاندی: Muumilaakso) یک مجموعهٔ فنلاندی-بریتانیایی در سال ۲۰۱۹ در ژانر موزیکال درام پویانمایی است. این مجموعه اقتباسی از کتاب‌ها و کمیک‌های کلاسیک مومین‌ها نوشتهٔ نویسنده، تصویرگر تووه یانسون و برادرش لارس یانسون است که با استفاده از تکنیک‌های جدید در 3D CGI ساخته شده‌است.